# Bleistiftzünder

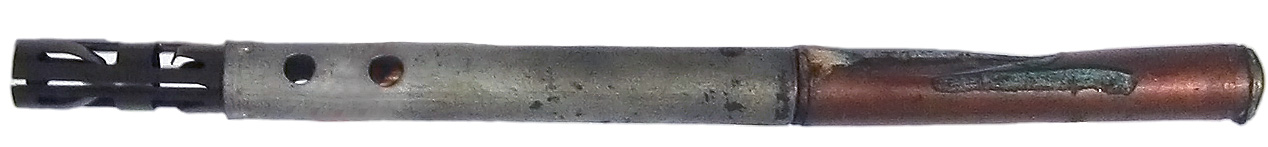
Bleistiftzünder des Anschlags vom 20. Juli 1944, Exponat im Militärhistorischen Museum der Bundeswehr in Dresden

Ein Bleistiftzünder (englisch pencil detonator oder auch time pencil, wörtlich übersetzt ‚Zeitbleistift‘) ist ein chemisch-mechanischer Zeitzünder. Die Zeitverzögerung zwischen Aktivierung und Zündung beruht auf der Zersetzung eines gespannten Drahtes durch eine chemische Substanz, welche das Material des Drahtes angreift und langsam zersetzt. Der Bleistiftzünder wurde in Deutschland zu Zeiten des Ersten Weltkriegs entwickelt und in Großbritannien maßgeblich verbessert. Dort und in den USA wurden Bleistiftzünder während des Zweiten Weltkriegs in großem Umfang produziert. Die offizielle britische Bezeichnung war Switch No. 10, in den Vereinigten Staaten von Amerika wurde der Zünder mit M1 delay fuze bzw. M1 delay firing device bezeichnet. Durch die Verwendung bei mehreren Attentaten auf Adolf Hitler sind diese Zünder auch über Militärkreise hinaus bekannt.

## Geschichte

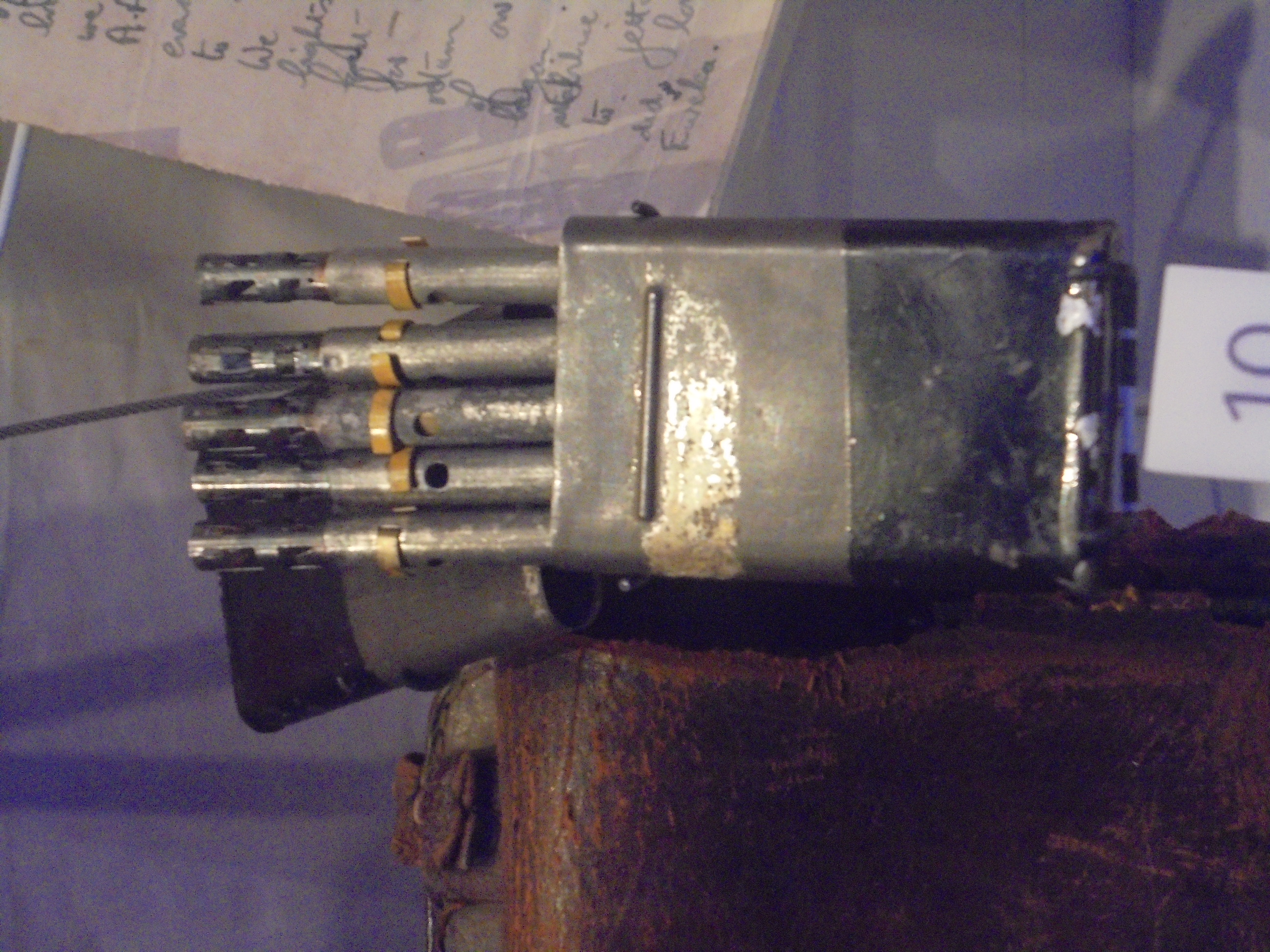
Bleistiftzünder in einer Schachtel

Das Prinzip wurde in Deutschland in den Jahren 1915 bis 1916 entwickelt und in Polen verbessert. Die polnischen Zünder hatte Colin Gubbins 1939 als Angehöriger der britischen Militärmission während des deutschen Überfalls auf Polen mitgebracht. Der Zünder wurde durch Station IX der britischen nachrichtendienstlichen Spezialeinheit Special Operations Executive perfektioniert. Während des Krieges wurden zirka zwölf Millionen Stück hergestellt, viele davon durch die USA, deren Streitkräfte den leicht modifizierten Zünder unter der Bezeichnung M1 delay fuze bzw. M1 delay firing device nutzten.
Die Zünder wurden von der Royal Air Force in größeren Mengen für Widerstandsgruppen mit dem Fallschirm über von Deutschland besetzten Gebieten abgeworfen. Dadurch gelangten einige Zünder auch in die Hände der Wehrmacht und wurden von Verschwörern in Wehrmachtskreisen für Attentate auf Hitler benutzt.
Nach dem Zweiten Weltkrieg blieben die Zünder Bestandteil der Ausrüstung, bis sie von verlässlicheren elektronischen Modellen abgelöst wurden.

## Aufbau

Innerer Aufbau und Funktionsweise des Zünders

Der Zünder erinnert an einen dicken Bleistift, woher auch der Name rührt. Die Gesamtlänge beträgt 127 Millimeter, der Durchmesser 8 Millimeter bei einer Masse von 18,5 Gramm. Er besteht aus einem Initialzündkopf aus Stahlblech, einer Federhülse aus Messing oder Aluminium und einer Kupferkappe. Das Material der Federhülse war abhängig vom Hersteller: Messing wurde in US-amerikanischer Fertigung eingesetzt, Aluminium üblicherweise aus englischer Fertigung.
Im Initialzündkopf befindet sich ein Zündhütchen mit Initialsprengladung. Das Ende läuft in einem gelochten Stahlblech aus, um die Sprengkapsel zu fassen. Ausgelegt ist der Zeitzünder für eine bestimmte Sprengkapsel, den Detonator No. 8, der später durch den Detonator No. 27 ersetzt wurde. Die US-amerikanische Version hat anstelle des gelöcherten Stahlblechs einen Adapter, um andere Sprengkapseln fassen zu können.
Die Federhülse enthält eine durch einen Metalldraht unter Spannung gehaltene Schraubenfeder, an deren Ende ein Schlagbolzen angebracht ist. Als Material für den Haltedraht kommen je nach Bauart verschiedene Metalle wie Kupfer oder Stahl zum Einsatz. Bei den im Zweiten Weltkrieg verbesserten Typen wurde ein Stahldraht verwendet.
Bei dem Bleistiftzünder mit Stahldraht befindet sich unter der Kappe aus Messing oder Aluminium eine Glasampulle mit Kupfer(II)-chlorid, die von beiden Seiten mit einem Wattebausch gegen Stöße geschützt gelagert ist, und der an der Ampulle vorbeigeführte Haltedraht. Das Ende des Rohres wird durch eine Schlitzschraube abgedichtet, an der der Haltedraht befestigt ist.

## Funktion
Der Bleistiftzünder ist ein chemischer Zünder, der bei der optimierten Version aus dem Zweiten Weltkrieg aus der Zersetzung des Stahldrahtes, chemisch ist dies Eisen, durch Kupfer(II)-chlorid die Vorlaufzeit erhält. Der Stahldraht weist bei allen Vorlaufzeiten die gleiche Stärke auf. Die Vorlaufzeit wird durch die unterschiedliche Konzentration von Kupfer(II)-chlorid in wässriger Lösung bei der Produktion des Zünders gewählt: Durch eine hohe Konzentration von Kupfer(II)-chlorid in der Glasampulle ist eine geringe Vorlaufzeit gegeben, bei einer stärkeren Verdünnung mit Wasser liegt eine längere Vorlaufzeit vor. Im Gegensatz zur genauen Dicke des Drahtes, die durch Einkerbungen und Materialfehler variieren kann, lässt sich die Konzentration des Kupfer(II)-chlorids genau dosieren.
Die Handhabung ist relativ einfach: Durch Zerdrücken der Kappe mit einer Zange oder durch Draufsteigen mit einem Stiefelabsatz, wie es in der Originalanleitung angegeben ist, wird die Glasampulle zerstört. Dabei braucht die Kappe nicht komplett zusammengepresst zu werden. Es ist ausreichend, wenn die Glasampulle zerspringt. Der Zünder wird anschließend geschüttelt, und so verteilt sich das Kupfer(II)-chlorid im Wattebausch und greift chemisch den Stahldraht an. 
Dann wird über das im vorderen Bereich befindliche Inspektionsloch kontrolliert, ob die Feder noch gespannt ist. Wird beispielsweise bei Zerdrücken der Kappe und Bruch der Glasampulle auch der Haltedraht beschädigt und reißt, dann ist dies über das verlegte Inspektionsloch zu erkennen. In diesem Fall muss der Zünder als defekt verworfen werden. Wenn die Haltefeder noch angezogen ist, wird die Sprengkapsel auf den Initialzündkopf aufgesteckt und der Zünder in die Sprengmasse geschoben. Erst jetzt wird der Sicherungsstreifen über dem Zündhütchen abgezogen, um den Sprengzünder scharf zu machen. 
Das Kupfer(II)-chlorid zersetzt mit der Zeit den Haltedraht aus Stahl. Wenn dieser schlussendlich reißt, treibt die Schraubenfeder den Schlagbolzen auf das Zündhütchen, worauf dieses die Sprengkapsel zur Explosion bringt. Je nach Konzentration der Kupfer(II)-chlorid-Lösung variierten die Vorlaufzeiten von 10 Minuten bis zu 24 Stunden. Die Sicherheitsstreifen waren deshalb in verschiedenen Farben gekennzeichnet (schwarz: 10 Minuten, rot: 30 Minuten, weiß: 2 Stunden, grün: 5½ Stunden, gelb: 12 Stunden, blau: 24 Stunden). Die Zeitangaben bezogen sich auf eine Temperatur von 15 °C. Die Toleranz soll bei 10-Minuten-Zündern bei ± 3 Minuten und bei 12-Stunden-Zündern bei ± 1 Stunde gelegen haben. Tatsächlich konnten die Abweichungen viel größer werden. Wegen der Temperaturabhängigkeit und der eingeschränkten Verlässlichkeit der chemischen Zünder gab es die Anweisung, zwei Zünder zu verwenden.

## Vor- und Nachteile
Der Zünder ist lautlos, klein, leicht, stoßunempfindlich, preiswert und einfach im Aufbau.
Durch die kompakte Bauweise kann es allerdings passieren, dass der Schlagbolzen in der Federhülse verklemmt. Der Zündzeitpunkt kann nicht präzise, wie bei einer Uhr, bestimmt werden, da die Verzögerungszeit stark von der Temperatur abhängig ist. Einmal ausgelöst, kann der chemische Prozess der Zersetzung des Haltedrahts nicht mehr angehalten werden. Um eine Zündung zu verhindern, kann ein Gegenstand in das Inspektionsloch gesteckt werden. So wie der ursprüngliche Sicherungsstreifen verhindert dieser Gegenstand, dass der Schlagbolzen auf das Zündhütchen schlägt – danach kann der Zünder vom Sprengstoff getrennt werden.

## Bekannte Einsätze
Operation Chariot, 28. März 1942
In der britischen Operation Chariot wurde das Trockendock in Saint-Nazaire zerstört. Dazu wurde ein ausrangierter und mit Sprengstoff präparierter Zerstörer in das Tor des Docks gerammt und mittels Bleistiftzünder verzögert zur Explosion gebracht.
Versuchtes Attentat auf Hitler, 13. März 1943
Im Flugzeug, mit dem Hitler am 13. März 1943 von einer Frontbesichtigung bei Smolensk zurückflog, war ein 30-Minuten-Bleistiftzünder am Flaschenhals einer als Cognacflasche getarnten Sprengladung eingesteckt. Die Bombe explodierte nicht; der Zünder funktionierte korrekt, jedoch konnte die Sprengkapsel nicht den Sprengstoff zünden. Entweder war sie defekt oder die Temperatur im Flugzeug war so niedrig, dass die chemische Reaktion nicht schnell genug ablief.
Versuchtes Attentat auf Hitler, 21. März 1943
Bei der Eröffnung einer Ausstellung sowjetischer Beutewaffen in Berlin wollte sich Rudolf-Christoph Freiherr von Gersdorff mit Hitler, Göring, Himmler, Keitel und Dönitz in die Luft sprengen. Weil kein sofort wirkender Zünder aufgetrieben werden konnte, benutzte Gersdorff einen 10-minütigen Bleistiftzünder. Hitler verließ bereits nach wenigen Minuten die Ausstellung; Gersdorff konnte gerade noch rechtzeitig die Zündung verhindern, indem er den Bleistiftzünder vom Sprengstoff trennte.
Attentat auf Hitler, 20. Juli 1944
Claus Schenk Graf von Stauffenberg verübte das Attentat vom 20. Juli 1944 auf Hitler bei einer Besprechung im Führerhauptquartier. Da an seiner verbliebenen Hand zwei Finger fehlten, verwendete er zum Zerdrücken der Zünderkappe des Bleistiftzünders eine für ihn gefertigte Zange. Zum Einsatz kamen zwei Zünder mit einer Vorlaufzeit von 10 Minuten. Der Zünder brachte die Sprengladung zur Explosion, diese verletzte Hitler jedoch nur leicht.